# Camaròptera sedosa daurada
La camaròptera sedosa daurada (Micromacronus leytensis) és una espècie d'ocell passeriforme del gènere Micromacronus que pertany a la família Cisticolidae endèmica de les Filipines.

## Taxonomia
Durant molt de temps va ser l'única espècie del gènere Micromacronus, però una de les seves subespècies fins llavors va ser elevada a la categoria d'espècie com M. sordidus. Anteriorment el gènere es classificava a la família Timaliidae però el 2012 va ser traslladat a la família Cisticolidae.

## Distribució i hàbitat
Es troba únicament a tres illes de les illes Visayas orientals, Samar, Biliran i Leyte.
L'hàbitat natural són els boscos humits tropicals illencs.